# Travessia
| Críticas profissionais | Críticas profissionais |
| Avaliações da crítica  | Avaliações da crítica  |
| Fonte                  | Avaliação              |
| ---------------------- | ---------------------- |
| Allmusic               | [ 1 ]                  |

Travessia (originalmente nomeado Milton Nascimento) é o primeiro álbum do cantor e compositor Milton Nascimento. Bituca é acompanhado pelos músicos do Tamba Trio. Foi lançado em LP em 1967.
A canção que dá nome ao álbum conquistou o segundo lugar no Festival Internacional da Canção de 1967 realizado no Maracanazinho.

## Faixas
1. Travessia (Fernando Brant/ Milton Nascimento)
2. Três Pontas (Milton Nascimento/ Ronaldo Bastos)
3. Crença (Márcio Borges/ Milton Nascimento)
4. Irmão De Fé (Márcio Borges/ Milton Nascimento)
5. Canção Do Sal (Milton Nascimento)
6. Catavento (Milton Nascimento)
7. Morro Velho (Milton Nascimento)
8. Gira, Girou (Márcio Borges/ Milton Nascimento)
9. Maria, Minha Fé (Milton Nascimento)
10. Outubro (Fernando Brant/ Milton Nascimento)

## Ligações Externas
- Travessia no sítio Discogs.